# Genuine
Genuine – debiutancki album Stacie Orrico wydany w 2000 roku przez wytwórnię ForeFront. Sprzedano 13 000 kopii.

## Lista utworów
1. „Ride” – 3:04
2. „Don't Look At Me” – 3:36
3. „0.0 Baby” – 3:00
4. „Without Love” – 4:53
5. „Stay True” – 3:18
6. „Kum-Ba-Ya” – 0:09
7. „Genuine” – 5:00
8. „With a Little Faith” – 3:51
9. „My Name” – 0:28
10. „So Pray” – 3:58
11. „Holdin' On” – 3:51
12. „Restore My Soul” – 5:06
13. „Confidant” – 3:31
14. „Everything” – 5:23
15. „Replay” – 0:11
16. „Dear Friend” – 4:25